# Jerome (Arkansas)
Jerome è un comune degli Stati Uniti d'America, situato in Arkansas, nella contea di Drew.